# Angheluș, Covasna
Angheluș (maghiară Angyalos) este un sat în comuna Ghidfalău din județul Covasna, Transilvania, România. Se află în Depresiunea Sfântu Gheorghe, la poalele de vest ale munților Bodoc, fiind limita nordică a Porții de la Reci.